# Aareavallei
De Aareavallei, Zweeds: Aareavuoma, is een dal in Zweden. Het dal ligt in de gemeente Pajala aan de voet van de Aareaberg en bestaat vooral uit moeras. Het Aareameer ligt in het dal, maar de Aarearivier komt er niet door, de Airi begint er.